# 懺悔 (1925年電影)

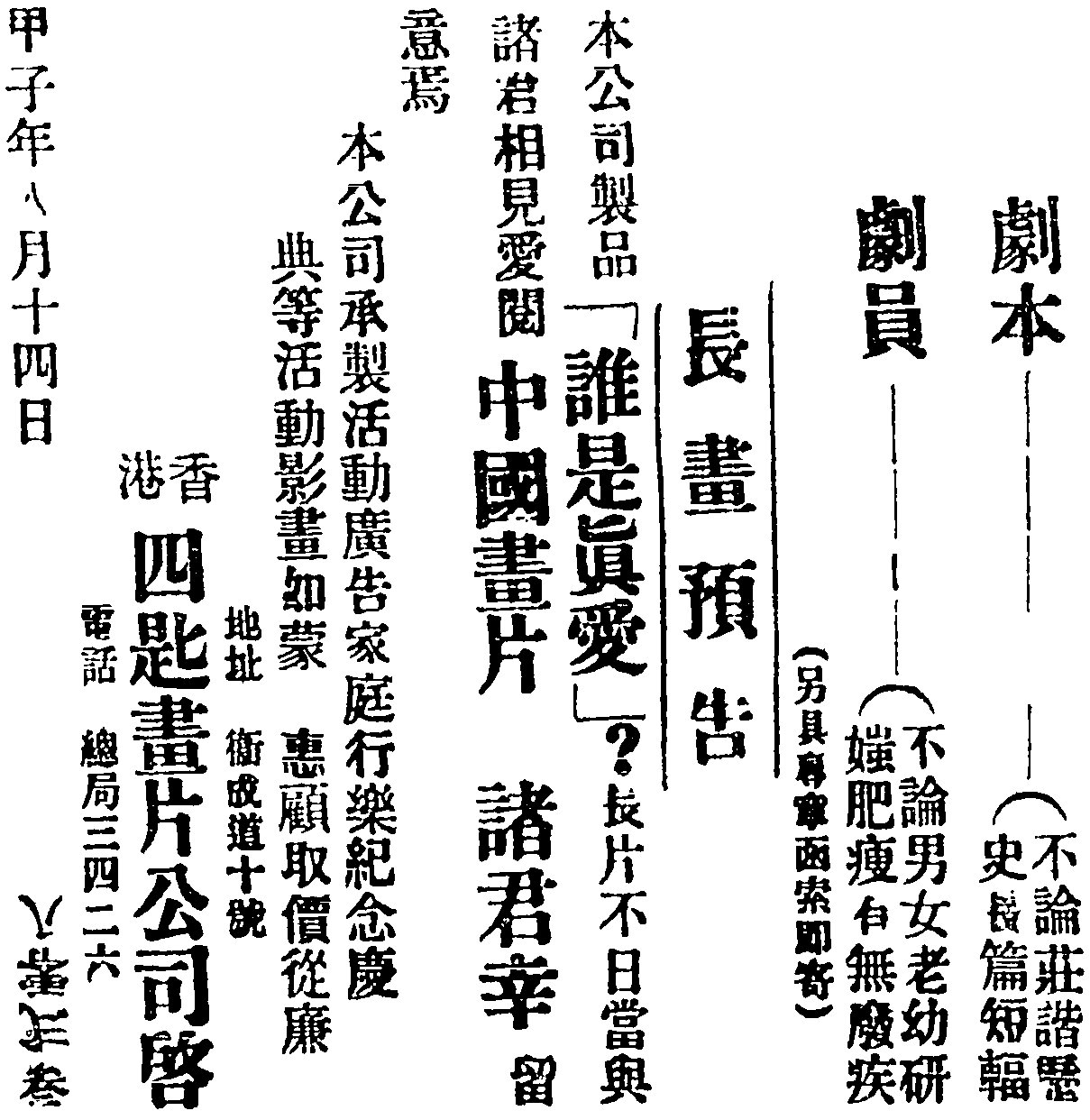
香港『四匙畫片公司』在1924年9月12日，星期五在報紙刊登招募演員啟事。

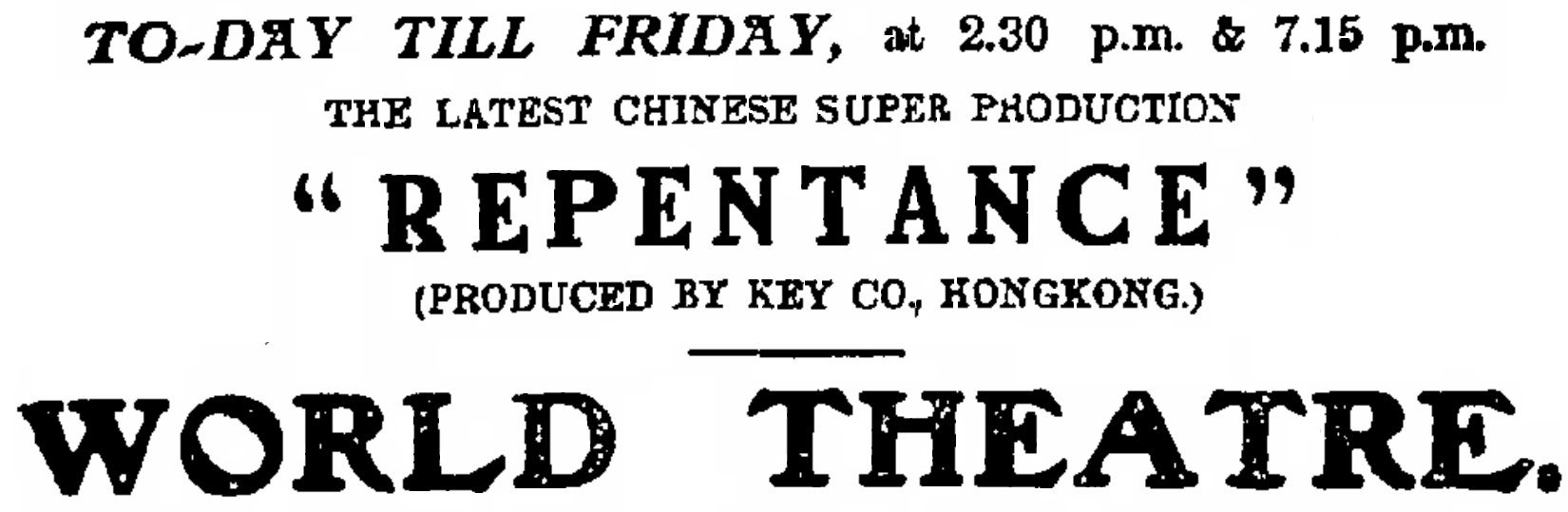
香港『四匙畫片公司（Key Company）』出品默片《懺悔（Repentance）》，原名《誰是真愛？》在香港首次公映的廣告。

《懺悔》是位于香港衛城道10號的四匙畫片公司，在1924年9月12日，星期五在報紙刊登招募演員啟事 ，隨後聘請籍貫江蘇省蘇州的劉淚鵑先生編撰電影劇本，並擔任導演 ，最初訂名為《誰是真愛？》，1924年11月9日，星期日，劇組人員、大胖子男喜劇演員黃仲文先生與其他男女演員，在石塘嘴『賽花寨』妓院的騎樓底，拍攝當時新開業，樓高五層的『萬國酒家』作為外景，並到北角七姊妹英皇道名園進行拍攝工作。新界青山亦被攝入鏡頭。該部社會哀艷奇情默片在翌年正式公映時，被易名為《懺悔》，戲劇情迂迴曲折，佈景莊嚴宏偉，服裝美艷趨時，全片共有10本膠卷，放映時間約2小時30分鐘。

## 電影本事[6]

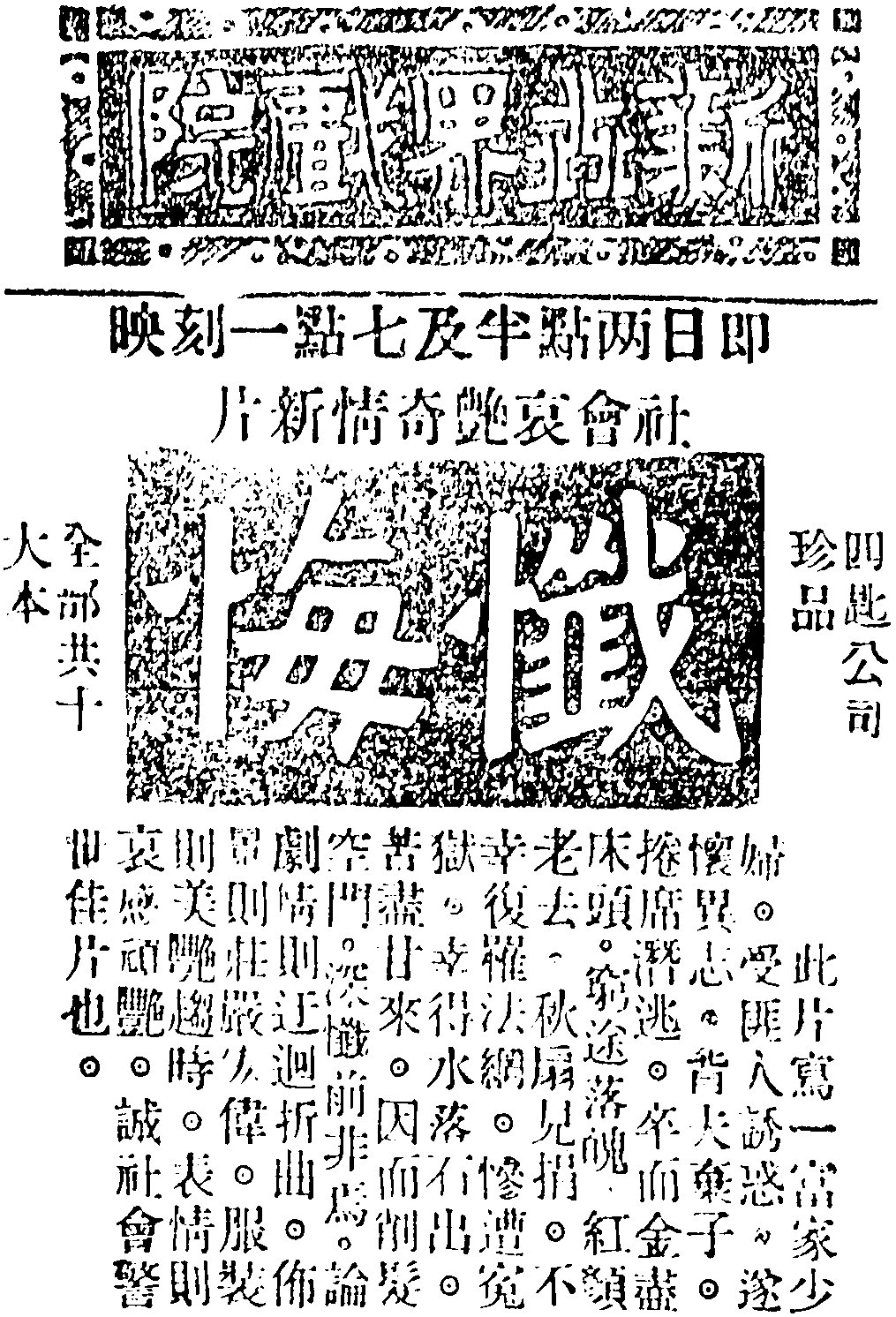
香港『四匙畫片公司（Key Company）』出品默片《懺悔（Repentance）》，原名《誰是真愛？》在香港首次公映的廣告。

講述一名富家少婦，受拆白黨誘惑，紅杏出牆，背夫棄子，捲席潛逃。卒而金盡床頭，窮途落魄，紅顏老去，秋扇見捐，不幸復羅法網，慘遭冤獄。幸而最終水落石出，苦盡甘來。因此看破紅塵，削髮為尼姑，進入佛寺隱居，懺悔前非。

## 演員
- 大胖子喜劇演員黃仲文。

## 外景地點
- 石塘嘴賽花寨妓院、樓高五層的萬國酒家；
- 北角七姊妹英皇道名園
- 新界青山

## 外部連結
- YouTube上的默片《懺悔》的電影本事。